# Хэммонд, Фрэнсис Колтон
Фрэнсис Колтон Хэммонд (9 ноября 1931 –26 марта 1953) — медик ВМС США, погиб в бою в ходе Корейской войны, служил в стрелковой роте морской пехоты. Был награждён посмертно медалью Почёта за героические действия в ночь с 26 на 27 марта 1953 года в ходе боя за аванпост «Вегас».

## Биография

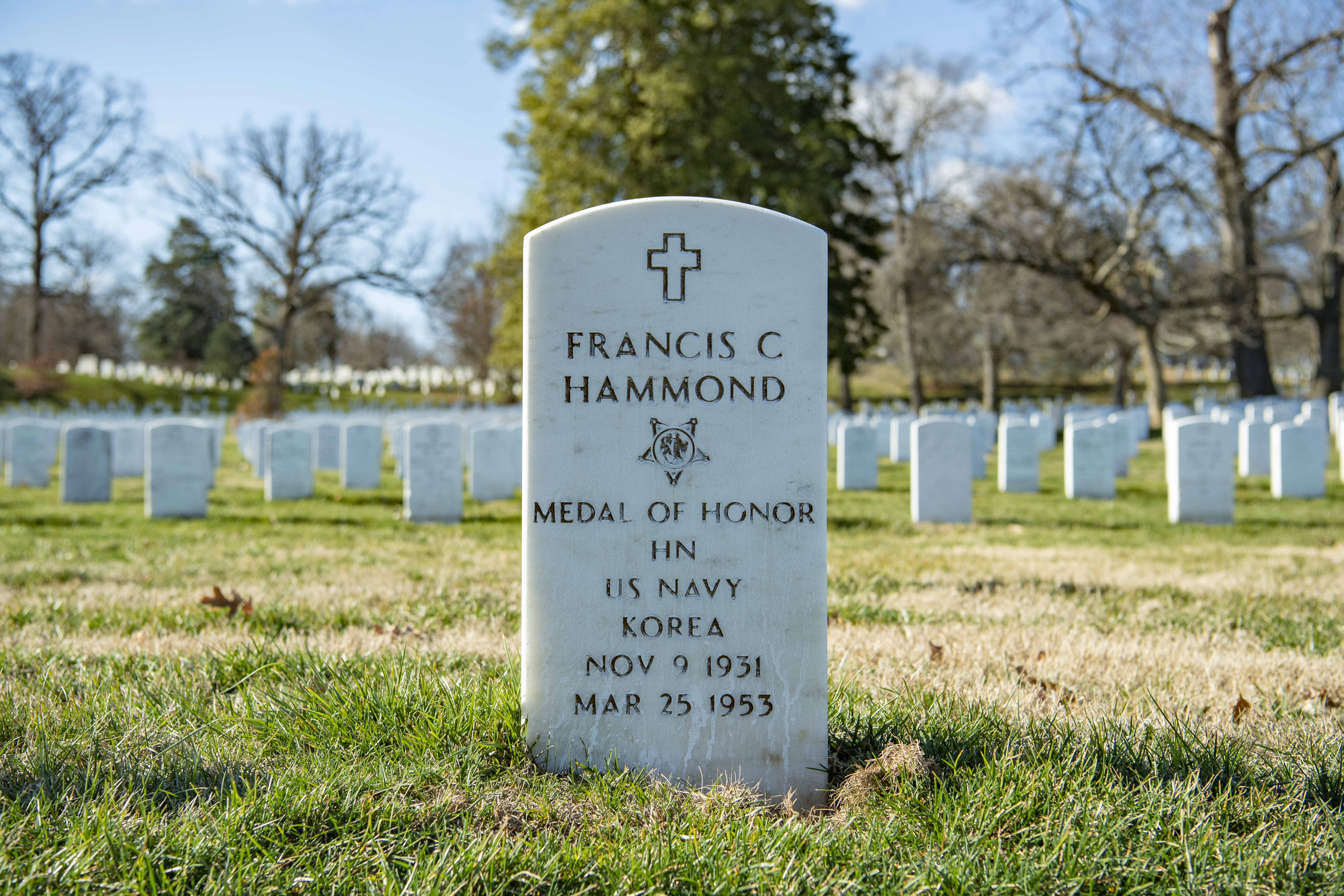
Могила на Арлингтонском национальном кладбище

Родился 20 марта 1951 года и вырос в г. Алегзандрия, штат Виргиния. Окончил хай-скул им. Джорджа Вашингтона.
Вступил в ряды ВМС США из Александрии 20 марта 1951 года. Был отправлен в Корею и прибыл туда 1 февраля 1953 года, был придан 3-му взводу роты С первого батальона пятого полка первой дивизии морской пехоты. Ночью 26 марта был убит  в бою у аванпоста «Рено». В ходе контратаки против окопавшихся вражеских сил он вышел под плотный вражеский огонь и оказывал помощь раненым морским пехотинцам, даже после того как сам получил ранение. Когда прибыла подмога и его отряду было приказано отступать, Хэммонд остался на местности, помогая эвакуировать раненых и помогая новоприбывшим медикам. В это время он был убит вражеской миной. За эти героические действия 26-27 марта он посмертно был награждён медалью Почёта.
Был похоронен 10 июня 1953 года на Арлингтонском национальном кладбище.
Хэммонд женился 19 июня 1952 года. После него остались жена Филлис и сын Фрэнсис-младший. На церемонии в Белом доме в конце декабря 1953 года министр ВМС Роберт Б. Андерсон вручил медаль Почёта жене и сыну Хэммонда.
Только пять моряков из низших чинов удостоились медалей Почёта за героизм, проявленный в ходе Корейской войны (Уильям Р. Шаретт, Эдвард Бенфолд, Ричард де Виэт, Фрэнсис Хэммонд, Джон Килмер). Все они были военно-морскими медиками, приданными морской пехоте. Шаретт оказался единственным выжившим в ходе Корейской войны из их числа

## Награды и знаки отличия
|  | Золотая звезда повторного награждения |  |
|  |                                       |  |
|  |                                       |  |

| Медаль Почёта                                   | Пурпурное сердце с одной золотой 5/16 дюймовой звездой за службу | Боевая ленточка (ВМС)                                                                                                |
| Президентская благодарность подразделению (ВМС) | Медаль «За службу национальной обороне»                          | Медаль «За службу в Корее» с пряжкой FMF Combat Operation Insignia и одной бронзовой 3/16 дюймовой звездой за службу |
| Благодарность президента Республики Корея       | Медаль «За службу ООН в Корее»                                   | Медаль «За службу на Корейской войне»                                                                                |

### Наградная запись к медали Почёта
Президент США от имени Конгресса с гордостью вручает медаль Почёта посмертно

ШТАБ-СЕРЖАНТУ УЛЬЯМУ Г. УИНДРИЧУ
КОРПУС МОРСКОЙ ПЕХОТЫ США

За выдающуюся храбрость и отвагу, проявленные с риском для жизни  при выполнении и перевыполнении долга службы  медиком в первой дивизии морской пехоты в бою против вражеских сил агрессора в ночь с 26 на 27 марта 1953 года. По достижении промежуточной цели во время контратаки против хорошо укрепившихся и численно превосходящих сил противника, занимающих позиции на аванпосте далеко впереди основной линии сопротивления.за который шли ожесточённые бои взвод медика Хэммонда попал под плотный миномётный и артиллерийский обстрел после чего противник  пошёл в стремительную и яростную контратаку. Решительно прорвавшись сквозь настоящую огненную завесу чтобы помочь своим  поверженным товарищам медик Хэммонд пробирался среди стойко оборонявшихся морских пехотинцев и несмотря на то что сам получил критически опасное ранение храбро продолжил оказывать помощь раненым в течение изнурительного 4-часового периода. Когда его отряд получил приказ отступать он умело руководил эвакуацией раненых и оставался на простреливаемой местности помогая медикам из прибывшего подкрепления пока не был задет взрывом вражеской мины и не упал, смертельно раненый. Благодаря своей исключительной стойкости, вдохновляющей инициативе и самоотверженным усилиям медик Хэммонд несомненно спас жизни многих морских пехотинцев. Своей выдающейся храбростью перед лицом превосходящего противника он поддержал и укрепил высочайшие традиции военно-морской службы. Он храбро отдал жизнь за свою страну.      
Оригинальный текст (англ.)
The President of the United States in the name of the Congress takes pride in presenting the Medal of Honor posthumously to
HOSPITALMAN FRANCIS C. HAMMOND
UNITED STATES NAVY
for service as set forth in the following
CITATION:
For conspicuous gallantry and intrepidity at the risk of his life above and beyond the call of duty as a[n] HC serving with the 1st Marine Division in action against enemy aggressor forces on the night of 26–27 March 1953. After reaching an intermediate objective during a counterattack against a heavily entrenched and numerically superior hostile force occupying ground on a bitterly contested outpost far in advance of the main line of resistance, HC Hammond's platoon was subjected to a murderous barrage of hostile mortar and artillery fire, followed by a vicious assault by onrushing enemy troops. Resolutely advancing through the veritable curtain of fire to aid his stricken comrades, HC Hammond moved among the stalwart garrison of marines and, although critically wounded himself, valiantly continued to administer aid to the other wounded throughout an exhausting 4-hour period. When the unit was ordered to withdraw, he skillfully directed the evacuation of casualties and remained in the fire-swept area to assist the corpsmen of the relieving unit until he was struck by a round of enemy mortar fire and fell, mortally wounded. By his exceptional fortitude, inspiring initiative and self-sacrificing efforts, HC Hammond undoubtedly saved the lives of many marines. His great personal valor in the face of overwhelming odds enhances and sustains the finest traditions of the U.S. Naval Service. He gallantly gave his life for his country.
Harry S. Truman
— 

### Почести
В честь Хэммонда был названа хай-скул в его родном городе Алегзандрии (открыта в 1956 году). В 1979 году школа им Хэммонда стала младшей хай-скул (классы 7-9) а в 1993 году средней школой (классы 6-8).
В его честь был назван фрегат USS Francis Hammond (FF-1067) запущенный в строй 25 июля 1970 года.